# 레오나르도 보누치
레오나르도 보누치 OMRI (이탈리아어: Leonardo Bonucci, 이탈리아어 발음: [leoˈnardo boˈnuttʃi]; 1987년 5월 1일 ~ )는  이탈리아의 전 축구 선수로, 현역 시절 포지션은 센터백이었다.

## 클럽 경력

### 유벤투스
AS 바리 시절 라노키아와 함께 뛰어난 활약을 보이며 강등권 전력인 AS 바리를 리그 10위에 올려놓은 활약을 바탕으로 2010 남아공 월드컵 최종 엔트리에 포함되었으며 그 직후 이탈리아의 명문 유벤투스로 이적하게 된다. 4백에서의 대인마크 능력이 다소 부족해 3백의 중앙에 서는 것을 선호하며 수비수 치고는 빌드업 능력이 뛰어나 안드레아 피를로가 봉쇄당할 경우 전방의 미드필더에게 볼을 뿌려주는 역할을 할 수 있는 선수이다.

#### 22-23 시즌
2023년 5월 17일, 보누치는 유벤투스와의 계약이 만료되는 23-24 시즌 말 현역 생활에서 은퇴하겠다고 발표했다.

### 우니온 베를린
유벤투스로부터 전력 외 통보를 받은 보누치는 2023년 9월 1일, 분데스리가의 우니온 베를린으로 이적했다.
9월 12일, 보누치가 유벤투스를 상대로 법적 조치를 예고했다.

### 페네르바흐체
2024년 1월, 튀르키예 쉬페르리그의 페네르바체 SK로 자유계약 이적했다. 2024년 5월 25일, 현역 은퇴를 선언하였다.

## 국가대표팀 경력
- 2010년 FIFA 월드컵
- 2012년 UEFA 유로
- 2013년 FIFA 컨페더레이션스컵
- 2014년 FIFA 월드컵
- 2016년 UEFA 유로
- 2021년 UEFA 유로

## 사생활
2011년 6월에 보누치는 오랜 기간에 사겼던 모델 출신 여자친구인 마르키나 마카리와 결혼하였다. 그들 사이에 태어난 아들 로렌초(Lorenzo)는 2012년 6월에 태어났다. 보누치의 아버지는 비테르보에 있는 그림 가게 주인이다.
2012년 10월, 레오나르도 보누치는 최근에 그의 아내와 태어난지 3달이 된 아들과 페라리 가게에서 강도로부터 위협을 받았다. 그 강도는 보누치의 손목시계를 요구하는 동안에 권총을 그의 얼굴에 응시하고 있었다고 한다. 언론에 따르면, 보누치의 아내는 아들을 데리고 즉시 차 속으로 뛰어들었지만 보누치는 그 자리에 얼어있었다고 한다. 강도가 다른 손으로 시계를 쥐려고 하자, 보누치는 그에게 주먹을 날렸다. 처음에는 팔, 두 번째는 얼굴을 가격했고 강도는 바닥에 쓰러지게 됐다. 보누치는 거리로 도망가는 강도들을 추격했다. 강도들은 공범자들이 기다리던 오토바이를 타고 도망갔지만, 그럼에도 보누치는 그들의 도주를 막으려 시도했다.

## 출전 통계
| 구단          | 디비전      | 시즌    | 리그 | 리그 | 컵   | 컵   | UEFA | UEFA | 기타 | 기타 | 합계 | 합계 |
| 구단          | 디비전      | 시즌    | 출전 | 득점 | 출전 | 득점 | 출전 | 득점 | 출전 | 득점 | 출전 | 득점 |
| ------------- | ----------- | ------- | ---- | ---- | ---- | ---- | ---- | ---- | ---- | ---- | ---- | ---- |
| 인테르        | 세리에 A    | 2005-06 | 1    | 0    |      |      |      |      |      |      | 1    | 0    |
| 인테르        | 세리에 A    | 2006-07 |      |      | 3    | 0    |      |      |      |      | 3    | 0    |
| 트레비소      | 세리에 B    | 2007-08 | 27   | 2    |      |      |      |      |      |      | 27   | 2    |
| 트레비소      | 세리에 B    | 2008-09 | 13   | 2    | 1    | 0    |      |      |      |      | 14   | 2    |
| 피사          | 세리에 B    | 2008-09 | 18   | 1    |      |      |      |      |      |      | 18   | 1    |
| 바리          | 세리에 A    | 2009-10 | 38   | 1    | 1    | 0    |      |      |      |      | 39   | 1    |
| 유벤투스      | 세리에 A    | 2010-11 | 34   | 2    | 2    | 0    | 8    | 1    |      |      | 44   | 3    |
| 유벤투스      | 세리에 A    | 2011-12 | 32   | 2    | 5    | 0    |      |      |      |      | 37   | 2    |
| 유벤투스      | 세리에 A    | 2012-13 | 33   | 0    | 4    | 0    | 10   | 1    | 1    | 0    | 48   | 1    |
| 유벤투스      | 세리에 A    | 2013-14 | 29   | 2    | 1    | 0    | 13   | 1    | 1    | 0    | 44   | 3    |
| 유벤투스      | 세리에 A    | 2014-15 | 34   | 3    | 4    | 1    | 13   | 0    | 1    | 0    | 52   | 4    |
| 유벤투스      | 세리에 A    | 2015-16 | 36   | 3    | 4    | 0    | 8    | 0    | 1    | 0    | 49   | 3    |
| 유벤투스      | 세리에 A    | 2016-17 | 29   | 3    | 5    | 1    | 11   | 1    |      |      | 45   | 5    |
| AC밀란        | 세리에 A    | 2017-18 | 35   | 2    | 5    | 0    | 11   | 0    |      |      | 51   | 2    |
| 유벤투스      | 세리에 A    | 2018-19 | 29   | 3    | 1    | 0    | 10   | 0    | 1    | 0    | 41   | 3    |
| 유벤투스      | 세리에 A    | 2019-20 | 35   | 3    | 4    | 1    | 7    | 0    | 1    | 0    | 47   | 4    |
| 유벤투스      | 세리에 A    | 2020-21 | 26   | 2    | 2    | 0    | 6    | 0    | 1    | 0    | 35   | 2    |
| 유벤투스      | 세리에 A    | 2021-22 | 24   | 5    | 3    | 0    | 7    | 0    |      |      | 34   | 5    |
| 유벤투스      | 세리에 A    | 2022-23 | 16   | 1    | 1    | 0    | 9    | 1    |      |      | 26   | 2    |
| 우니온 베를린 | 분데스리가  | 2023-24 | 7    | 1    |      |      | 3    | 0    |      |      | 10   | 1    |
| 페네르바흐체  | 쉬페르 리그 | 2023-24 | 8    | 0    | 3    | 0    | 2    | 0    |      |      | 13   | 0    |

## 수상

#### 인테르나치오날레
- 세리에 A : 2005-06
- 코파 이탈리아 프리마베라 : 2006

#### 유벤투스
- 세리에 A : 2011–12, 2012–13, 2013–14, 2014–15, 2015–16, 2016–17, 2018–19, 2019–20
- 코파 이탈리아 : 2014–15, 2015–16, 2016–17, 2020–21
- 수페르코파 이탈리아나 : 2012, 2013, 2015, 2018, 2020
- UEFA 챔피언스리그 : 준우승 (2014-15, 2016-17)

#### 이탈리아
- UEFA 유로 : 우승 (2020), 준우승 (2012)
- UEFA 네이션스리그 : 3위 (2020-21, 2022-23)
- FIFA 컨페더레이션스컵 : 3위 (2013)

### 개인
- 세리에 A 올해의 선수 : 2015–16
- 세리에 A 올해의 팀 : 2014–15, 2015–16, 2016–17, 2019–20
- UEFA 유로 대회 베스트 : 2020
- UEFA 유로 결승전 MoM : 2020
- UEFA 유로파리그 시즌의 스쿼드 : 2013-14, 2017-18
- UEFA 챔피언스리그 시즌의 스쿼드 : 2016-17
- UEFA 올해의 팀 : 2016
- FIFPro 월드 11 : 2017, 2021
- ESM 올해의 팀 : 2016-17
- 레퀴프 올해의 팀 : 2016
- 글로브 사커 올해의 수비수 : 2021
- 이탈리아 공화국 공로장 5등급 : 2021[2]

#### 발롱도르
- 2017 - 21
- 2021 - 14

## 같이 보기
- A매치 100경기 이상 출전한 축구 선수 명단